# تاديوز كراوزيك
تاديوز كراوزيك (بالبولندية: Tadeusz Krawczyk)‏ هو دراج بولندي، ولد في 3 يونيو 1959 في بوزنان في بولندا.

## وصلات خارجية
- تاديوز كراوزيك على موقع أرشيف الدراجات (الإنجليزية)
- تاديوز كراوزيك على موقع إحصائيات الدراجات الإحترافية (الإنجليزية)